# Reggenza di Landak
La reggenza di Landak (in indonesiano: Kabupaten Landak) è una reggenza dell'Indonesia, situata nella provincia di Kalimantan Occidentale.